# Muro Kyūsō

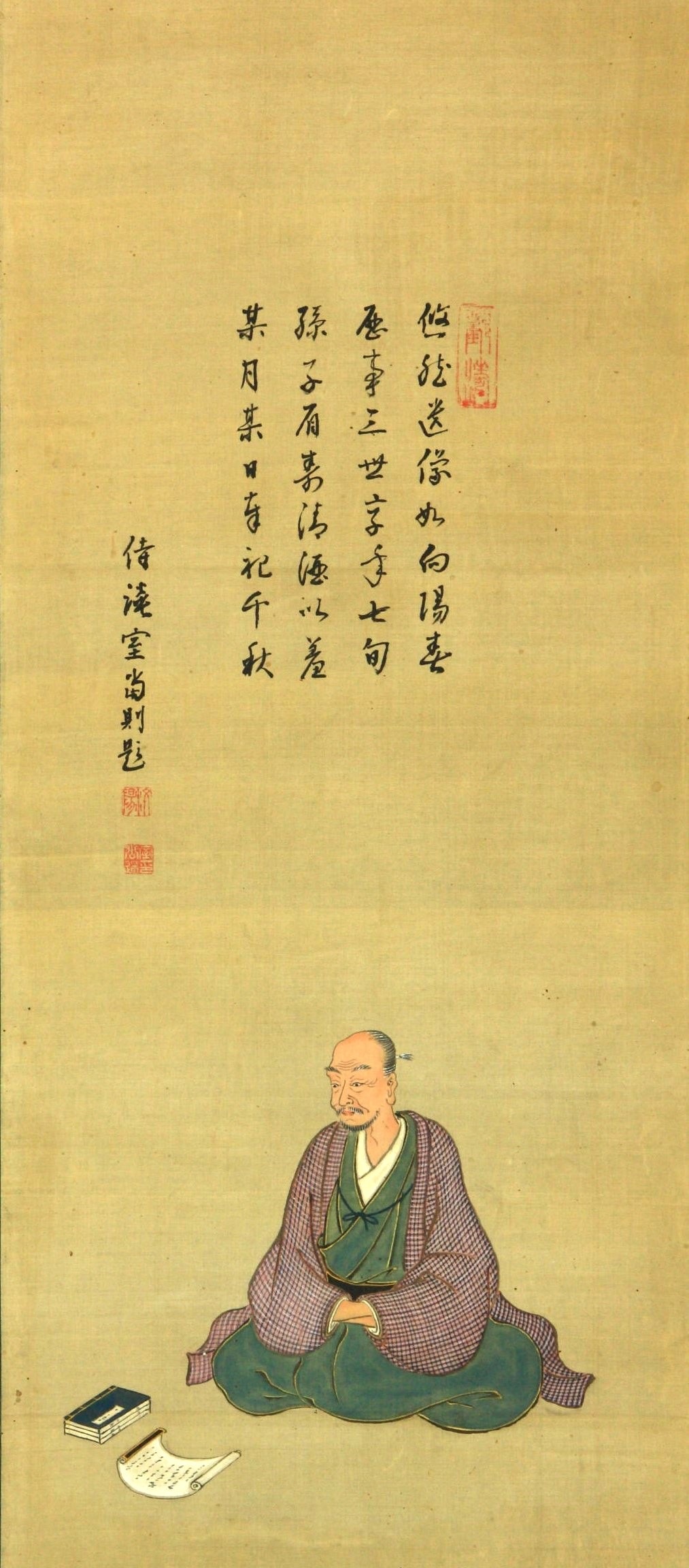
Muro Kyūsō

Muro Kyūsō (japanisch 室 鳩巣, eigentlich Muro Naokiyo (室 直清); geboren 30. März 1658 in Yanaka, Provinz Musashi; gestorben 8. September 1734 in Edo) war ein japanischer Philosoph während der mittleren Edo-Zeit.

## Leben
Muro Kyūsō trat 1672 in den Dienst des fortschrittlichen Daimyō Maeda Tsunanori (1643–1724), der die reiche Kanazwa-Domäne regierte. Er wurde dann nach Kyōto geschickt, um unter Kinoshita Jun’an, einem Neokonfuzianist, Philosophie zu studieren. Auf Empfehlung des hochgebildeten Staatsmanns Arai Hakuseki erhielt er eine Stelle als Konfuzianist beim Shogunat. Als der achte Shōgun, Tokugawa Yoshimune, mit dem formalistischen Unterricht an der Schule des Shogunats, der „Shōheisaka Gakumonjo“ (昌平坂 学問所) unzufrieden war, richtete er 1719 eine eigene Schule auf dem Takakura-Anwesen (高倉屋敷) ein und wies Muro dort eine Lehrposition zu.
Von 1722 bis zu seinem Tode wirkte Muro als Privatgelehrter und Lehrer. Anders als viele seiner zeitgenössischen Konfuzianisten war er gegen eine „Japanisierung“ des Neo-Konfuzianismus und hielt sich streng an die originale Lehre des Zhu Xi.

## Werke
Zu Muros Werken gehören die „Anmerkungen zu den Verantwortungsvollen von Akō“ (赤穂 義人録, Akō gijin roku) aus dem Jahr 1703, das er 1709 in einer revidierten Fassung publizierte. In diesem Werk verteidigt er die Handlung der 47 Rōnin. Ein weiteres Werk trägt den Titel „Vermischte Gespräche von Sundai“ (駿台雑話, Sundai zatsuwa). Es enthält die Gespräche, die der 74-jährige Muro mit seinen Schülern führte. Er versuchte dabei, Bushidō aus der Perspektive des Zhu Xi zu definieren. Das Buch wurde nach dem Haus des Autors in Surugadai (駿河台), kurz „Sundai“, im Stadtteil Kanda von Edo benannt.